# Scriptores
Scriptores (w latach 1993-2000 kwartalnik Scriptores Scholarum) – czasopismo wydawane od 1993 roku w Lublinie przez Ośrodek „Brama Grodzka – Teatr NN” (wcześniej także przez Stowarzyszenie „Brama Grodzka”). Publikuje artykuły z zakresu historii, literatury i kultury. Poszczególne numery mają charakter tematyczny.
Do stycznia 2022 roku ukazało się 49 numerów czasopisma.